# ロックキャッスル郡 (ケンタッキー州)
ロックキャッスル郡（英: Rockcastle County）は、アメリカ合衆国ケンタッキー州の中央部に位置する郡である。2010年国勢調査での人口は17,056人であり、2000年の16,582人から2.9%増加した。郡庁所在地はマウントバーノン市（人口2,477人）であり、同郡で人口最大の都市でもある。ロックキャッスル郡は1810年に設立され、郡名は郡内を流れるロックキャッスル川から採られ、川の名前は雄大な岩の崖から採られていた。
ロックキャッスル郡はリッチモンド・ベレア小都市圏に属している。

## 地理
アメリカ合衆国国勢調査局に拠れば、郡域全面積は318.06平方マイル (823.8 km2)であり、このうち陸地317.53平方マイル (822.4 km2)、水域は0.54平方マイル (1.4 km2)で水域率は0.17%である。

### 隣接する郡
- ゲアリド郡 - 北西
- マディソン郡 - 北東
- ジャクソン郡 - 東
- ローレル郡 - 南東
- プラスキ郡 - 南西
- リンカーン郡 - 西

### 国立保護地域
- ダニエル・ブーン国立の森（部分）

## 人口動態
以下は2000年国勢調査による人口統計データである。
| 基礎データ - 人口: 16,582人 - 世帯数: 6,544 世帯 - 家族数: 4,764 家族 - 人口密度: 20人/km2（52人/mi2） - 住居数: 7,353軒 - 住居密度: 9軒/km2（23軒/mi2） 人種別人口構成 - 白人: 98.81% - アフリカン・アメリカン: 0.14% - ネイティブ・アメリカン: 0.24% - アジア人: 0.13% - 太平洋諸島系: 0.01% - その他の人種: 0.04% - 混血: 0.63% - ヒスパニック・ラテン系: 0.62% 年齢別人口構成 - 18歳未満: 24.4% - 18-24歳: 8.8% - 25-44歳: 30.0% - 45-64歳: 23.6% - 65歳以上: 13.2% - 年齢の中央値: 36歳 - 性比（女性100人あたり男性の人口） - 総人口: 97.9 - 18歳以上: 94.6 | 世帯と家族（対世帯数） - 18歳未満の子供がいる: 33.6% - 結婚・同居している夫婦: 57.9% - 未婚・離婚・死別女性が世帯主: 11.4% - 非家族世帯: 27.2% - 単身世帯: 35.8% - 65歳以上の老人1人暮らし: 10.7% - 平均構成人数 - 世帯: 2.49人 - 家族: 2.95人 収入と家計 - 収入の中央値 - 世帯: 23,475米ドル - 家族: 30,278米ドル - 性別 - 男性: 26,770米ドル - 女性: 18,388米ドル - 人口1人あたり収入: 12,337米ドル - 貧困線以下 - 対人口: 23.1% - 対家族数: 19.1% - 18歳未満: 28.3% - 65歳以上: 21.6% |

## 都市と町
- マウントバーノン - 郡庁所在地
- ブロードヘッド
- リビングストン